# Виклик (фільм, 1986)
«Виклик» (рос. «Вызов») — радянський художній фільм 1986 року, знятий режисером Ігорем Коловським на кіностудії «Білорусьфільм».

## Сюжет
Спортсменка Ніна Богуш у найважчій боротьбі виграє титул чемпіонки світу з фехтування. Чоловік Ніни — теж спортсмен, капітан збірної з верхової їзди. Постійні роз'їзди заважають подружжю завести дітей та створити повноцінну родину. Олексій хоче, щоб дружина залишила великий спорт та народила дитину, але Ніна ще не готова розлучитися зі спортивною кар'єрою. А Олексія останнім часом переслідує смуга невдач.

## У ролях
- Тетяна Ташкова — Ніна Богуш, лідер збірної країни з фехтування, чемпіонка світу та олімпійських ігор
- Віктор Тарасов — Степан Ілліч Саєнко, тренер з фехтування
- Галина Казакова — Майя Круглова, молода перспективна фехтувальниця
- Юрій Шаршов — Сева, тренер з фізпідготовки команди фехтувальників
- Петро Юрченков — Олексій Вольнов, чоловік Ніни, спортсмен, капітан збірної з верхової їзди
- Павло Кормунін — Павло Васильович, тренер з верхової їзди
- Олег Янченко — Олег, музикант
- Олександр Аржиловський — психолог
- Ростислав Шмирьов — роль другого плану
- Анатолій Длуський — роль другого плану
- Ірина Нарбекова — фехтувальниця
- Мілена Тонтегоде — Сільвія Валлуччі, італійська фехтувальниця
- Іван Мацкевич — Іван, товариш Олексія
- Олександр Домогаров — молодий чоловік у салоні літака
- Тамара Муженко — епізод
- Ніна Розанцева — епізод
- Тетяна Волкова — епізод
- Володимир Зубенко — французький тренер
- Н. Зиков — епізод
- Олександр Кашперов — фотограф
- Юлія Мазанкіна — епізод
- Микола Смирнов — епізод
- Маша Зиміна — епізод
- Надя Шепель — епізод
- Саша Бондаренко — епізод
- Василь Молодцов — епізод
- Абдужабор Турдиєв — артист кінного атракціону

## Знімальна група
- Режисер — Ігор Коловський
- Сценаристи — Фаїна Антипова, Елеонора Мілова
- Оператор — Борис Оліфер
- Композитори — Андрій Леденьов, Олег Янченко
- Художник — Володимир Чернишов